# Festival international du film d'animation d'Annecy

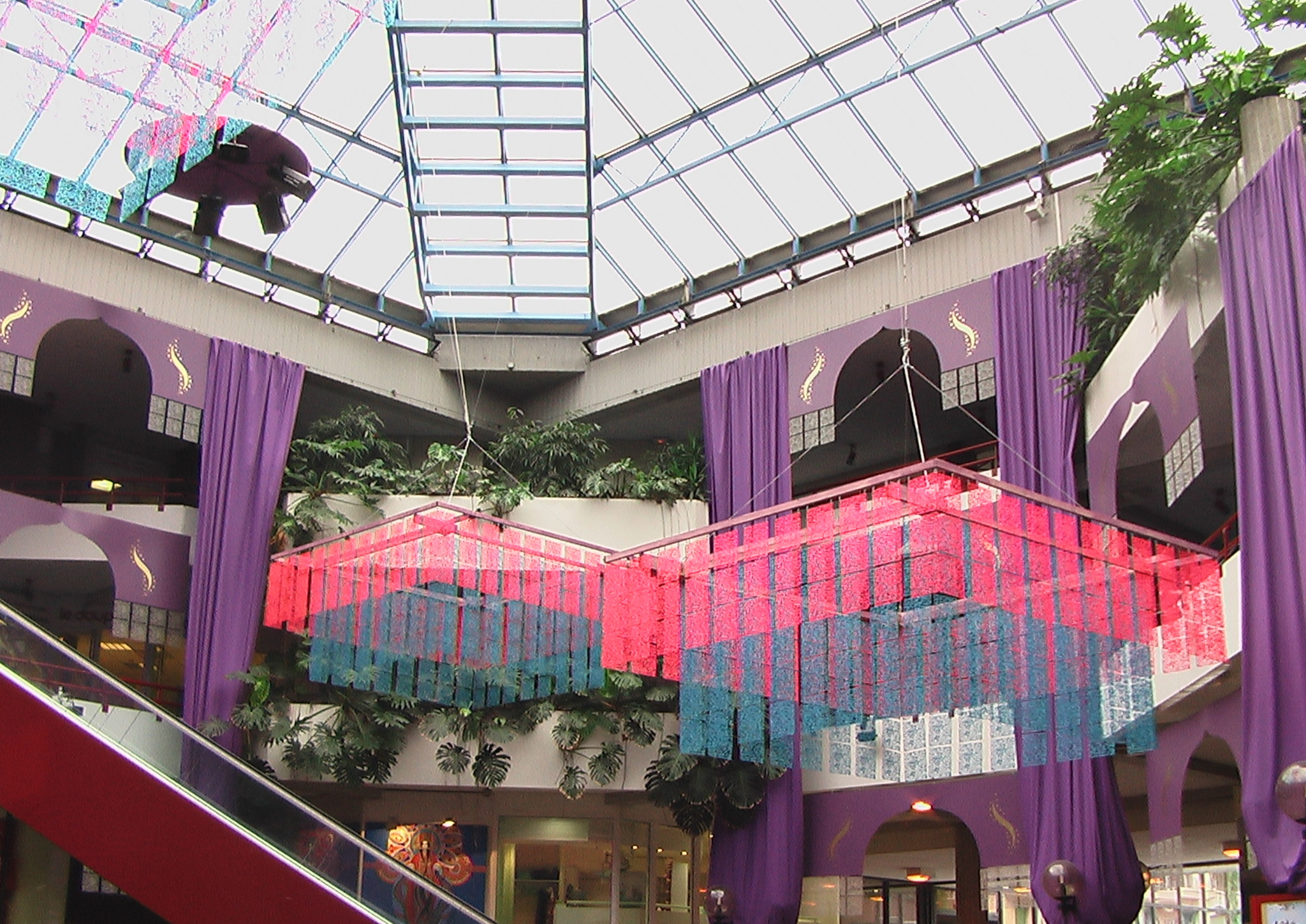
Filmfestival Annecy

Het Festival international du film d'animation d'Annecy is een filmfestival voor animatiefilms, dat sinds 1960 wordt gehouden in de stad Annecy in Frankrijk. Het festival werd aanvankelijk om de twee jaar gehouden, maar sinds 1998 jaarlijks. Het festival vindt altijd plaats in juni.
Het Festival international du film d'animation d'Annecy is een van de vier internationale filmfestivals voor animatiefilms. Het festival wordt gesponsord door de Association d'international du film d'animation (of ASIFA, de International Animated Film Association)
Het festival is tevens een wedstrijd tussen verschillende animatiefilms gemaakt met uiteenlopende technieken zoals klassieke animatie, computeranimatie, stop-motion enz. Films worden getoond in de volgende categorieën:
- Speelfilms
- Korte films
- Films geproduceerd voor televisie en advertentie
- Studentenfilms
- Films gemaakt voor internet (sinds 2002)

Naast het tonen van de films vindt er ook een openlucht nachtprojectie plaats op Pâquier, in het centrum van de stad. Hierbij worden klassieke of recente films getoond op een enorm scherm.
In 2002 won de korte animatiefilm Barcode van de Nederlandse animatiefilmmaker Adriaan Lokman de Grand prix du court métrage